# Bud Tingelstad
Bud Tingelstad (* 4. April 1928 in Frazee; † 30. Juni 1981 in Indianapolis) war ein US-amerikanischer Autorennfahrer.

## Karriere
Bud Tingelstad startete einmal in seiner Karriere bei einem Rennen zur Weltmeisterschaft der Formel 1. Er startete am 30. Mai 1960 bei den 500 Meilen von Indianapolis auf einem Trevis-Offenhauser – dieses Rennen zählte zwischen 1950 und 1960 zur Weltmeisterschaft – und erreichte nach 200 Runden, mit einem Rückstand von 8 Sekunden auf den Sieger Jim Rathmann, den 9. Rang.